# Moby Dick (programma radiofonico)
Moby Dick è una trasmissione radiofonica in onda su Radio 2 dal lunedì al venerdì dalle 23 a mezzanotte. È condotta e scritta da Silvia Boschero, giornalista e critica musicale de L'Unità e Blow Up. 
La trasmissione è incentrata principalmente sulla musica rock, e più in generale sul mondo della musica alternativa.
Nacque nel 2009 come spin-off del programma Village di Radio 1: la prima puntata venne infatti trasmessa il 7 settembre 2009, ed era in onda dal lunedì al giovedì dalle 21 alle 22.30. Dopo cinque anni, il 4 aprile 2014 ci fu l'ultima puntata su Radio 2, e il testimone della trasmissione passò al programma King Kong su Radio 1 (sempre condotto dalla stessa Boschero). Nonostante ciò il programma rimase in onda, fino al 12 settembre 2014, con la conduzione di Lorenzo Scoles.
Dopo una pausa di dieci anni, Moby Dick è tornato in onda il 16 settembre 2024, trasmesso dal lunedì al venerdì dalle 23 a mezzanotte. L'annuncio è stato fatto congiuntamente dalla stessa Boschero e da Andrea Delogu, dopo la sospensione del loro programma La versione delle due.
Particolarità della trasmissione è il frequente cambio della sigla: ad esempio alla ripresa autunnale del 2012, i Verdena composero appositamente la sigla iniziale.

## Autori della trasmissione

### 2009-2014
Nella prima parte della storia di Moby Dick, la regia era affidata a Luca Raimondo. Rupert Bottaro era curatore del programma, mentre la redazione era composta da Siriana Gioscia e Gatto Caboto.

### 2024-presente
Regia di Giovanna Romano, Matteo Strada è autore e redattore mentre la cura del programma è di Corrado Santini.